# Abbaye de Bonne-Espérance
Abbaye de Bonne-Espérance is een Belgisch abdijbier. Het wordt sinds 1978 gebrouwen in Brouwerij Lefebvre, te Quenast, in overeenkomst met de Abdij van Bonne-Espérance. Sinds 1999 is het een Erkend Belgisch Abdijbier.

## Achtergrond
Het allereerste bier Abbaye de Bonne-Espérance werd in 1970 op aanvraag gebrouwen bij brouwerij Colmant te Baudour. Dit was een etiketbier van de Saison Colmant, een amberkleurig bier van hoge gisting. Toen deze brouwerij in 1974 stopte ging men  in zee met brouwerij Centrale te Marbaix-la-Tour die sinds 1967 in handen was van brouwerij du Bocq. Hun Gauloise, een donker bier van 6%, kreeg nu het etiket Bonne-Espérance opgeplakt. In 1977 sloot brouwerij du Bocq zijn vestiging in Marbaix en moest men weer op zoek naar een andere brouwerij. Brouwerij Lefebvre brouwde het bier Diplomat, een donker bier van 6%, voor brouwerij de Zwaan in Lauwe. Omdat dit alleen in Vlaanderen werd verkocht, kon het in Wallonië als Bonne-Espérance op de markt worden gebracht. Een jaar later werd Bonne-Espérance gebrouwen naar een eigen recept; het is sindsdien een blond bier van 8% met hergisting op de fles.

Cuvée de Francorchamps is een verdwenen etiketbier van Abbaye de Bonne-Espérance. Het werd gebrouwen sinds 1991.

## De bieren
Er bestaan drie varianten:
- Blonde légèrement ambrée, amberkleurig bier met een alcoholpercentage van 7,8%
- Blonde, blond bier met een alcoholpercentage van 6,3%
- Brune, bruin bier met een alcoholpercentage van 6,3%

Verdwenen varianten
- Cuvée de Francorchamps, bier met een alcoholpercentage van 8%